# 嘴唇美丽而我的双眸澄碧
《嘴唇美丽而我的双眸澄碧》（英語：Pretty Mouth and Green My Eyes）是美国作家J.D.塞林格创作的短篇小说，1951年7月首次发表于《纽约客》杂志，并收录在1953年的短篇小说集《九故事》中。故事内容主要是电话交谈，角色为三个派对结束后的成年人。

## 情节
故事始于纽约某处公寓的电话响起，来电者是阿瑟，电话另一头是他的朋友李和一位年轻的蓝眼睛姑娘，他们正坐在一起抽烟。阿瑟和李几小时前刚结束聚会回到家中，喝醉酒的阿瑟询问李是否见到了他的妻子（阿瑟后来提到他妻子的名字叫琼安妮）。
阿瑟的情绪有些激动，他很想知道自己妻子的下落，但也不时表达对这段婚姻的后悔。对话中，李试图安抚阿瑟的情绪，而阿瑟则不停打断李的谈话。电话时，坐在李旁边的姑娘一直在抽烟，并不时与李交换眼神。李劝阿瑟冷静一下，告诉阿瑟他的妻子随时都可能回来，并提醒他在妻子回家前重新振作。虽然故事没有给出具体说明，但读者可以注意到，和李坐在一起的那个姑娘似乎就是阿瑟的妻子琼安妮。对话后半段，阿瑟表示他的妻子双眼蓝的像是海贝壳，这几乎就是一个明确的暗示。最终电话结束，李说服阿瑟上床休息。
随后，年轻的姑娘与李交谈几句，继续抽烟。这时阿瑟又打进来一个电话，他告诉李，他的妻子琼安妮刚刚回家了，一切都很好（读者因此可以确定和李在一起的姑娘不是琼安妮）。阿瑟又说他想和妻子一起搬到康涅狄格州，这一切似乎都与他上个电话的内容相矛盾。
李打断阿瑟的谈话，他说他突然头疼的要命，告诉阿瑟不如先到此为止。而后他挂断电话，故事戛然而止。

## 主题
对于这篇故事，人们首先注意到的主题是不忠。虽然故事没有给出明确的信息，但显然可以从情节描述中推断，对话一方（阿瑟）正在寻找的女友（琼安妮）正和电话那头他的朋友（李）在一起。这个主题可能与塞林格自身经历相关，英语文学学者布雷特·韦弗指出，“琼安妮的原型是塞林格曾交往的女友欧娜·奥尼尔，她为跟卓别林在一起而甩掉了塞林格，这部作品是对这位不忠女友的报复。”

## 分析
David L. Stevenson 将这篇小说与海明威的《弗朗西斯·麦康伯短促的幸福生活》做了对比，他认为该小说“清晰，节制，形式优美”。
作家 James Lundquist 指出该小说“可被解构为一个悲情故事，没有任何治愈的同情。” 法国作家和艺术家卡米尔·布尔尼克尔认为该小说“通过两段电话交谈展示出城市的故事”。